# ゼネラルフーヅ
ゼネラルフーヅ・コーポレーション(General Foods Corporation)は、かつてアメリカ合衆国にあった食品メーカーである。1895年にC・W・ポストが設立したポスタム・シリアル・カンパニーを前身とする。1929年、C・W・ポストの娘のマージョリー・メリウェザー・ポストがシリアル事業を継承した際にゼネラルフーヅの社名を採用した。1985年11月にフィリップモリス（現 アルトリア）に56億ドルで買収されたが、これは当時、石油会社以外では最大の買収だった。フィリップモリスは1988年にクラフトフーヅも買収し、1990年には両社を合併してクラフトゼネラルフーヅとした。1995年にクラフトフーヅに社名を変更して「ゼネラルフーヅ」の名前は消えたが、2010年までカフェイン入りホット・ドリンク・ミックスのブランド名として「ゼネラルフーヅ・インターナショナル」の名称が使用された。

## 歴史

### 前史

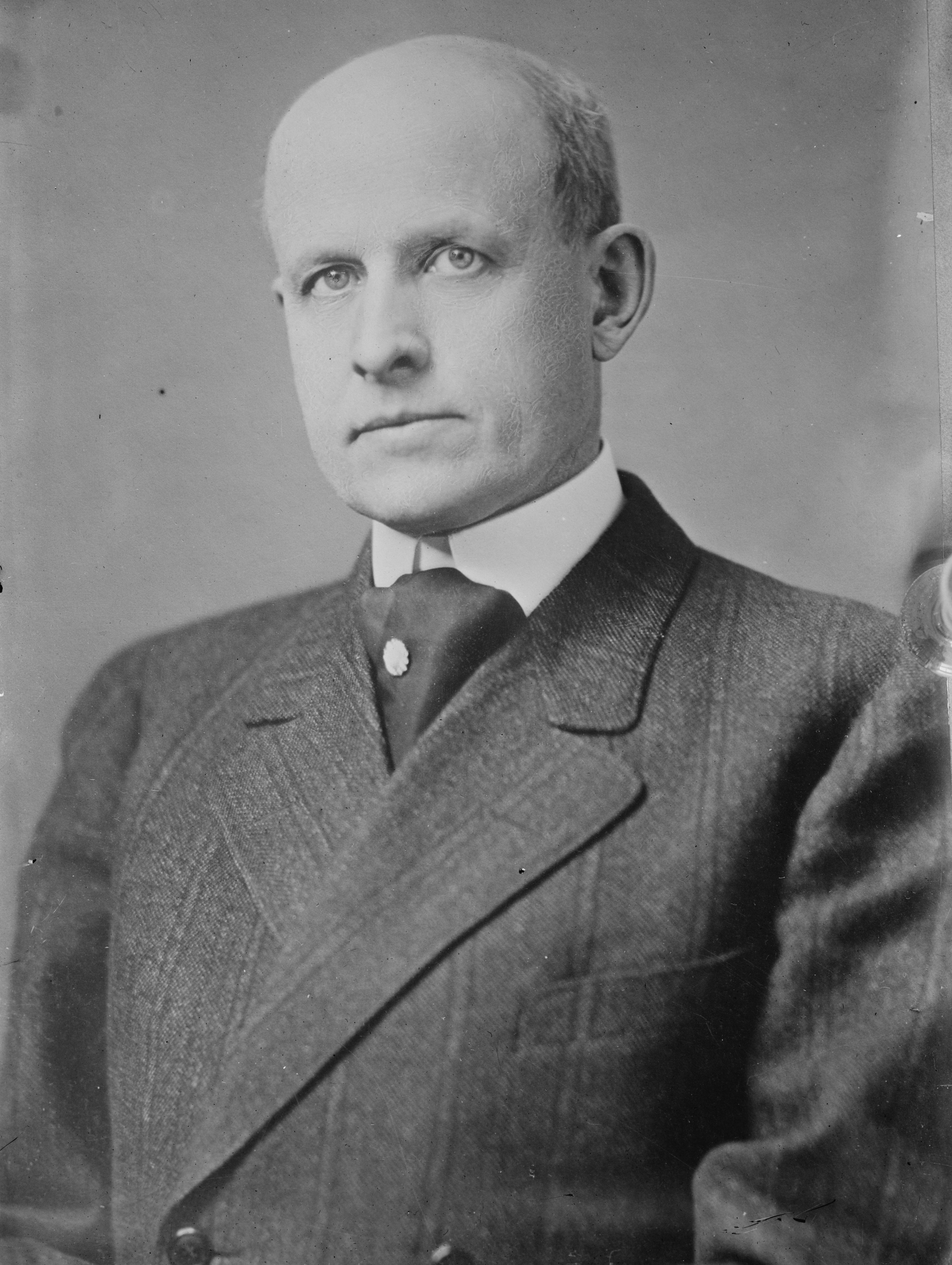
ポスタム・シリアル・カンパニー創業者のC・W・ポスト

ゼネラルフーヅの起源は、1895年にC・W・ポストがミシガン州バトルクリークに設立したポスタム・シリアル・カンパニーにまで遡る。ポストは、ケロッグ創業者ウィル・キース・ケロッグの兄ジョン・ハーヴェイ・ケロッグが営んでいたバトルクリーク療養所の患者だった。ケロッグは、カフェインの毒性を訴えて、療養所で代用コーヒーを提供しており、ポストはこれに刺激を受けて、バトルクリーク（ケロッグの本社もここにある）で食品会社を設立した。ポストは78ドルを投資して設備を揃え、製造を開始した。最初の製品は、小麦と糖蜜から作られた穀物コーヒーの「ポスタム」(Postum)だった。1897年に最初のシリアル食品「グレープ・ナッツ」(Grape-Nuts)を開発し、ケロッグ兄弟のケロッグ社と競合することになった。この製品は、1904年には「イライジャズ・マナ」(Elijah's Manna)、1908年には「ポスト・トースティ」(Post Toasties)と改称された。
1907年、週刊誌『コリアーズ』は、「グレープ・ナッツ」の広告にある「虫垂炎に効く」という主張を疑問視する記事を掲載した。ポストはこれに対して、記事の著者の精神的能力を疑う広告を出し、コリアーズ誌は名誉毀損でポストを訴えた。この裁判は1910年に行われ、ポストに5万ドルの罰金が科せられた。控訴審で判決は覆ったが、ポスタム社は広告でそのような主張をしなくなった。

### ゼネラルフーヅ

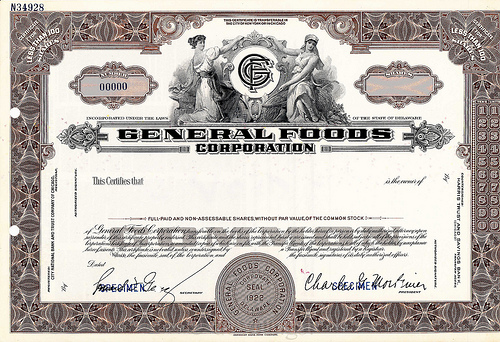
ゼネラルフーヅ・コーポレーションの1937年の株券。

1914年にC・W・ポストが亡くなると、娘のマージョリー・メリウェザー・ポストがポスタム社を引き継いだ。ポスタム社は、1925年にジェロー（ゼラチンデザート）、1927年にウォルター・ベーカー（チョコレート）、1928年にマックスウェル・ハウス（コーヒー）などの食品ブランドを買収していった。
1929年、クラレンス・バーズアイが所有していた冷凍食品会社「ゼネラル・シーフード・コーポレーション」を買収した。バーズアイは、食品業界史上で最も重要な企業家の一人である。ニューヨークに生まれたバーズアイは、1912年から1916年にかけてラブラドールで毛皮商人として働いていたときに食品の冷凍保存に興味を持った。1923年、ベルト機構を用いた急速冷凍法を開発して特許を取得した。1924年には、3人の投資家の支援を得て、マサチューセッツ州グロスターでゼネラル・シーフード・コーポレーションを設立し、コダラのフィレの冷凍食品を製造した。
1926年、ポストがクルーズ船「シークラウド」でグロスターに寄港した際、昼食に出された食事が6か月前に冷凍されたものであることを知って大変驚いた。ポストはその冷凍食品を製造したバーズアイの会社の買収を考えたが、彼女の熱意にもかかわらず、ポスタム社の経営陣を説得して会社を買収するまでに3年を要した。ポスタム社は1,075万ドルで株式の51%を取得し、残りの49%はビジネスパートナーのゴールドマン・サックスが1,250万ドルで取得した。この買収後、ポスタム社はゼネラルフーヅ・コーポレーション(General Foods Corporation)に社名を変更した。ゴールドマン・サックスは1932年に持ち分をゼネラルフーヅに売却した。
買収後まもなく、ゼネラルフーヅ社は冷凍食品のラインナップを増やしてテストマーケティングを開始した。すぐに同社は、単に包装しただけでは冷凍食品は溶けてしまい、店頭での販売が難しいことに気づいた。そこで同社は、冷凍食品を販売するための冷凍庫の開発に着手した。1934年に冷凍ショーケースを開発したが、大きなスペースと電気を必要とし、当時の食料品店が手を出せるものではなかった。しかし、これを導入した店舗には、すぐに見返りがあった。主婦たちは、冷凍食品を買ってアイスボックスに入れておけば、簡単に調理ができ、買い物に出向く回数も減らせるということを、すぐに理解したのである。同社は1932年に「アメリカの主婦のために」という副題をつけた料理本『ゼネラルフーヅ・クックブック』を出版した。この本は、1932年から1937年までの間に5版出版された。この本には、多数の写真と索引が含まれ、「ゼネラルフーヅは、あなたの台所の棚を満たす20種類以上の素敵な商品をご用意しております」という宣伝文句が書かれていた。
1943年、ゼネラルフーヅ社は清涼飲料水メーカーのバヤリース社を買収した。
1985年、ゼネラルフーヅ社はフィリップモリスに買収された。フィリップモリスは1987年にクラフトフーヅも買収し、1989年には両社を合併してクラフトゼネラルフーヅとした。クラフトゼネラルフーヅ社は1993年にナビスコ社のシリアルブランドを買収した。1995年、クラフトゼネラルフーヅ社が再編されて「クラフトフーヅ」となり「ゼネラルフーヅ」の名前が消えた。
2007年11月15日、クラフトフーヅ社はシリアル事業を分離してラルコープ・ホールディングスと合併することを発表した。合併は2008年8月4日に完了し、社名を「ポスト・フーズLLC」(Post Foods, LLC)に変更した。
クラフトフーヅは2007年にスピンオフによりアルトリアグループから独立し、2012年にモンデリーズ・インターナショナルに改名した。

## 各地の展開

### 北米
旧クラフトフーヅがモンデリーズに改名時に北米事業を分社したクラフトフーズ・グループ・インクの子会社ゼネラルフーヅ・インターナショナル（General Foods International）が、ゼネラルフーヅ（マクスウェルハウス）ブランドを扱っている。

### 日本
下記の日本法人設立前の1949年にクリフォード・ウヰルキンソン・タンサン鉱泉を通して進駐軍向けにバャリースを輸出した。その後、1950年に同社と提携のうえ日本国内向けの製造販売権を付与、1951年には朝日麦酒（現：アサヒビール）とバャリース・オレンヂの一手販売契約を締結した。当時のバャリース・オレンヂはクリフォード・ウヰルキンソン・タンサン鉱泉の工場にてアメリカ製の原液を用いて生産していた。
1954年、日本法人ゼネラルフーヅ株式会社設立。1960年代には、「マックスウエル・ハウス」コーヒーなどの販売を行った。
1973年には味の素との合弁企業（ゼネラルフーヅ株式会社とは別法人）味の素ゼネラルフーヅ株式会社（AGF）設立。ただし、ブランドとしてはゼネラルフーヅではなく「AGF」を用いている。出資率は、味の素と、モンデリーズグループのクラフト・フーヅ・ホールディング・シンガポールが50：50だが、2015年10月には味の素が完全子会社した。翌2016年、モンデリーズグループがオランダの企業と合弁で設立したジェイコブズ・ダウ・エグバーツ（Jacobs Douwe Egberts）に譲渡されていた「ブレンディ」や「マキシム」（日本国内のみ）などの商標を味の素が取得している。
2017年7月1日、味の素ゼネラルフーヅは味の素AGFに商号変更した。